# 짱구는 못말려 극장판: 태풍을 부르는 나와 우주의 프린세스
《짱구는 못말려 극장판: 태풍을 부르는 나와 우주의 프린세스》는 2012년 4월 14일에 개봉한 짱구는 못말려의 애니메이션 영화 시리즈의 제20부작이다. 대한민국에서는 2013년 4월 25일에 개봉되었다.

## 줄거리
어느 날 푸딩 때문에 짱구는 짱아와 크게 싸웠다. 결국 분에 못 이겨 짱구는 아빠인 신영만와 엄마인 봉미선의 만류에도 아랑곳하지 않고 집을 뛰쳐나가고 마는데. 그런 짱구 앞에 갑자기 정체를 알 수 없는 수수께끼의 남자들이 나타난다. 그들은 겉으로 보기에 인간 족들과는 사뭇 달라보였으며, 짱구는 그들이 우주계와 은하계 저 너머에 온 외계인들이라는 것을 알아챘다. 짱구는 깜짝 놀라 다시 집으로 되돌아가려고 했지만, 그들은 짱구에게 다정하게 대하면서 짱구를 안심시킨다.
그러자 그와 동시에 그들은 여동생인 짱아를 데리고 가겠다고 말하며, 처음에 짱구는 고민에 휩싸이게 된다. 그러나 방금 푸딩 때문에 짱아와 크게 싸웠기 때문에 짱구는 서슴없이 짱아를 그들에게 넘긴다는 계약서를 받았다. 엉겁결에 우주계 계약서에 싸인을 해 버린 신노스케! 때마침 나타난 우주 비행선에 외계인들이 모조리 도착하여 노하라 가족들의 집에 침투하였고, 노하라 가족들은 저항할 틈도 없이 모두 납치되고 말았다.
짱구네 가족들이 엄청난 고생을 해서 도착한 곳의 이름은 바로 '히마와리 별'이라는 곳이었고, 지구 행성에서 한참 떨어진 몇 광년이나 되는 어마어마한 거리였다. 그곳에서 노하라 가족들은 대원들의 인도를 받으면서 히마와리 별의 대도시 중심부에 있는 황궁에 도착하였다. 노하라 가족들은 히마와리 별을 다스리는 대천황을 보자마자 큰 절을 하였으며, 대천황도 노하라 가족들을 따뜻하게 맞이했다. 그리고 대천황은 지구 행성의 평화를 위해 히마와리가 황태녀가 되지 않으면 안 된다는 사실을 노하라 가족들에게 조목조목 말하고 히마와리를 자신에게 넘겨달라고 명령한다.

## 평가
처음에 이 극장판은 흥행 수익을 끌어들이고자 엄청난 노력을 하였다. 그러나 이러한 관객들의 기대와는 달리, 흥행에 완전히 실패하고 말았다. 결국 이 극장판으로 인해 감독인 마스이 소이치는 강제 사퇴를 당하고 말았다.

## 등장인물
- 노하라 신노스케 (신짱구)
- 노하라 히로시 (신영만)
- 노하라 미사에 (봉미선)
- 노하라 히마와리 (신짱아)

## 캐스트
- 노하라 신노스케 - 야지마 아키코
- 노하라 미사에 - 나라하시 미키
- 노하라 히로시 - 후지와라 케이지
- 노하라 히마와리 - 코오로기 사토미
- 시로, 카자마 토루 - 마시바 마리
- 사쿠라다 네네 - 하야시 다마오
- 사토 마사오 - 이치류사이 테이유우
- 보오 - 사토 치에

## 캐스트 성우
- 신짱구 - 박영남
- 선데이(일) 뒹굴리우스 / 월뽁뽁 - 이현
- 신형만 - 오세홍
- 봉미선 / 맹구 - 강희선
- 흰둥이 / 유리 - 장경희
- 신짱아 / 철수 - 여민정
- 훈이 - 정혜옥
- 화려한 / 원장 - 현경수
- 천뚱보 - 최낙윤
- 목얼큰 - 안효민
- 금빛나 - 채민지
- 토우미 - 박고운
- 수왕코 - 신경선
- 나미리 / 유리 엄마 - 김도영
- 채성아 - 문유정
- 고순희 - 윤아영
- 부원장 - 이유리
- 장로 / 파티시에 - 김혜성

## 주제가
- 오프닝 테마 〈희망산맥〉(포니캐년)
  - 작사: 아키모토 야스시, 작곡: ray.m, 편곡: 마스다 타케시, 노래: 이동복도주행대7
- 엔딩 테마 〈소년이여 거짓말을 해라!〉(포니캐년)
  - 작사: 아키모토 야스시, 작곡: 야마시타 카즈아키, 편곡: 이쿠타 마신, 노래: 이동복도주행대7

## 갤러리

일본어 포스터

## 같이 보기
- 짱구는 못말려